# James Fritzell
James Fritzell est un scénariste né le 19 février 1920 décédé le 9 mars 1979 à Los Angeles (États-Unis).

## Filmographie
- 1964 : Prête-moi ton mari (Good Neighbor Sam)
- 1966 : The Ghost and Mr. Chicken (en)
- 1967 : The Reluctant Astronaut (en)
- 1968 : The Shakiest Gun in the West
- 1969 : Angel in My Pocket (en)
- 1973 : Love Thy Neighbor (série TV)
- 1973 : Needles and Pins (série TV)